# Текущая доходность
Текущая доходность процентной облигации — это сумма купонных платежей за год, делённая на текущую рыночную стоимость облигации. В прошлом показатель текущей доходности использовался вместо доходности к погашению.
Current yield = {\displaystyle C/P_{0}.}
Текущая доходность представляет собой упрощенный показатель, позволяющий производить сравнение нескольких облигаций.
Она не отражает общую доходность облигации в течение всего её срока. В расчет не принимаются:
1. риск реинвестирования (неопределенность ставки, по которой будущие денежные потоки облигации могут быть реинвестированы) или
2. факт того, что облигация погашается по номиналу, а это является значительной частью дохода по облигации.

## Пример расчета
Расчет текущей доходности облигации номиналом $100, ставкой купона 5,00 % и рыночной стоимостью $95.00 (чистая цена, не включающая НКД):
{\displaystyle {\text{Current Yield}}={\frac {F\times r}{P}}={\frac {\$100\times 5.00\%}{\$95.00}}\times 100\%={\frac {1}{19}}*100\%\approx 5.2631\%.}

## Соотношение с другими видами доходности
- Облигация с премией (цена выше номинала): Доходности к погашению < Текущей доходности < Ставка по купону
- Облигация по номиналу: Ставка по купону = Текущей доходности = Доходности к погашению
- Облигация с дисконтом: Ставка по купону < Текущей доходности < Доходности к погашению